# Semachrysa pulchella
Semachrysa pulchella är en insektsart som beskrevs av Tsukaguchi 1995. Semachrysa pulchella ingår i släktet Semachrysa och familjen guldögonsländor. Inga underarter finns listade i Catalogue of Life.